# Lustrochernes surinamus
Lustrochernes surinamus är en spindeldjursart som beskrevs av Beier 1932. Lustrochernes surinamus ingår i släktet Lustrochernes och familjen blindklokrypare. Inga underarter finns listade i Catalogue of Life.